# Manuel Núñez Gascón
Manuel Nuñez Gascón fue un madrileño de 12 años que fue asesinado por un soldado de las tropas francesas a bayonetazos durante el levantamiento del 2 de mayo de 1808 en la guerra de la independencia en las inmediaciones de Palacio, cuando participaba en la batalla lanzando piedras, casi a las puertas de Santa María de la Almudena y a presencia de su madre, que lo veía desde un balcón de su casa en la calle de este nombre.